# Алкубе
Алкубе (кат. Alcover) — місто, розташоване в Автономній області Каталонія в Іспанії. 
Знаходиться у районі (кумарці) Ал Камп провінції Таррагона, згідно з новою адміністративною реформою перебуватиме у складі баґарії Камп да Таррагона.

## Населення
Населення міста (у 2007 р.) становить 4 731 осіб (з них менше 14 років — 16,5%, від 15 до 64 — 67,7%, понад 65 років — 
15,8%). У 2006 р. народжуваність склала 48 осіб, смертність — 41 осіб, приріст населення склав 28
осіб. У 2001 р. активне населення становило 1.921 осіб, з них безробітних — 158 осіб. 

Серед осіб, які проживали на території міста у 2001 р., 2.897 осіб народилися в Каталонії (з них
1.723 осіб у тому самому районі, або кумарці), 845 осіб приїхало з інших областей Іспанії, а 224 осіб приїхало з-за кордону. 

Університетську освіту має 8,9
% усього населення. 

У 2001 р. нараховувалося 1.365 домогосподарств (з них 17,2% складалися з однієї особи, 26,8% з двох осіб,
22,4% з 3 осіб, 22,3% з 4 осіб, 7,7% з 5 осіб, 2,6
% з 6 осіб, 0,4% з 7 осіб, 0,1% з 8 осіб і 0,4% з 9 і більше осіб).

Активне населення міста у 2001 р. працювало у таких сферах діяльності : у сільському господорстві — 7,4%, у промисловості — 36%, на будівництві — 14,8% і у сфері обслуговування — 
41,7%. 

 У муніципалітеті або у власному районі (кумарці) працює 1.187 осіб, поза районом — 932 осіб. 

### Безробіття
У 2007 р. нараховувалося 125 безробітних (у 2006 р. — 113 безробітних), з них чоловіки становили 38,4%, а жінки — 
61,6%.

## Економіка

### Підприємства міста

#### Промислові підприємства
| \| Промислові підприємства міста, за сферою діяльності \| Промислові підприємства міста, за сферою діяльності \| Промислові підприємства міста, за сферою діяльності \| \| Рік \| 2002 р. \| 2001 р. \| \| --------------------------------------------------- \| --------------------------------------------------- \| --------------------------------------------------- \| \| Енергетичні та водні ресурси \| 7,1% \| 8,7% \| \| Хімія та метали \| 11,9% \| 10,9% \| \| Переробка металів \| 40,5% \| 37,0% \| \| Продукти харчування \| 4,8% \| 2,2% \| \| Текстиль \| 7,1% \| 8,7% \| \| Виробництво меблів, видання \| 19,0% \| 23,9% \| \| Інше \| 9,5% \| 8,7% \| \| Усього підприємств \| 42 \| 46 \| |         |         |
| Промислові підприємства міста, за сферою діяльності |         |         |
| Рік | 2002 р. | 2001 р. |
| Енергетичні та водні ресурси | 7,1%    | 8,7%    |
| Хімія та метали | 11,9%   | 10,9%   |
| Переробка металів | 40,5%   | 37,0%   |
| Продукти харчування | 4,8%    | 2,2%    |
| Текстиль | 7,1%    | 8,7%    |
| Виробництво меблів, видання | 19,0%   | 23,9%   |
| Інше | 9,5%    | 8,7%    |
| Усього підприємств | 42      | 46      |

#### Роздрібна торгівля
| \| Підприємства роздрібної торгівлі міста, за сферою діяльності \| Підприємства роздрібної торгівлі міста, за сферою діяльності \| Підприємства роздрібної торгівлі міста, за сферою діяльності \| \| Рік \| 2002 р. \| 2001 р. \| \| ------------------------------------------------------------ \| ------------------------------------------------------------ \| ------------------------------------------------------------ \| \| Продукти харчування \| 37,9% \| 40,0% \| \| Одяг та взуття \| 8,6% \| 11,7% \| \| Товари для дому \| 27,6% \| 28,3% \| \| Книги та періодичні видання \| 5,2% \| 5,0% \| \| Промислова хімічна продукція \| 10,3% \| 6,7% \| \| Продукція, пов'язана з транспортними засобами \| 1,7% \| 1,7% \| \| Інше \| 8,6% \| 6,7% \| \| Усього підприємств \| 58 \| 60 \| |         |         |
| Підприємства роздрібної торгівлі міста, за сферою діяльності |         |         |
| Рік | 2002 р. | 2001 р. |
| Продукти харчування | 37,9%   | 40,0%   |
| Одяг та взуття | 8,6%    | 11,7%   |
| Товари для дому | 27,6%   | 28,3%   |
| Книги та періодичні видання | 5,2%    | 5,0%    |
| Промислова хімічна продукція | 10,3%   | 6,7%    |
| Продукція, пов'язана з транспортними засобами | 1,7%    | 1,7%    |
| Інше | 8,6%    | 6,7%    |
| Усього підприємств | 58      | 60      |

#### Сфера послуг
| \| Підприємства міста, що працюють у сфері послуг, за діяльністю \| Підприємства міста, що працюють у сфері послуг, за діяльністю \| Підприємства міста, що працюють у сфері послуг, за діяльністю \| \| Рік \| 2002 р. \| 2001 р. \| \| ------------------------------------------------------------- \| ------------------------------------------------------------- \| ------------------------------------------------------------- \| \| Гуртова торгівля \| 5,1% \| 6,8% \| \| Готелі та готельний бізнес \| 16,2% \| 16,2% \| \| Транспорт та зв'язок \| 31,6% \| 31,6% \| \| Посередницькі фінансові послуги \| 3,4% \| 3,4% \| \| Послуги підприємствам \| 4,3% \| 4,3% \| \| Послуги фізичним особам \| 28,2% \| 27,4% \| \| Нерухомість та ін. \| 11,1% \| 10,3% \| \| Усього підприємств \| 117 \| 117 \| |         |         |
| Підприємства міста, що працюють у сфері послуг, за діяльністю |         |         |
| Рік | 2002 р. | 2001 р. |
| Гуртова торгівля | 5,1%    | 6,8%    |
| Готелі та готельний бізнес | 16,2%   | 16,2%   |
| Транспорт та зв'язок | 31,6%   | 31,6%   |
| Посередницькі фінансові послуги | 3,4%    | 3,4%    |
| Послуги підприємствам | 4,3%    | 4,3%    |
| Послуги фізичним особам | 28,2%   | 27,4%   |
| Нерухомість та ін. | 11,1%   | 10,3%   |
| Усього підприємств | 117     | 117     |

## Житловий фонд
У 2001 р. 2,4% усіх родин (домогосподарств) мали житло метражем до 59 м², 23,2% — від 60 до 89 м², 50,8% — від 90 до 119 м² і
23,7% — понад 120 м².

З усіх будівель у 2001 р. 41,7% було одноповерховими, 36% — двоповерховими, 19,9
% — триповерховими, 2% — чотириповерховими, 0,2% — п'ятиповерховими, 0,1% — шестиповерховими,
0% — семиповерховими, 0% — з вісьмома та більше поверхами.

## Автопарк
| \| Автомобілі, зареєстровані у місті, за призначенням \| Автомобілі, зареєстровані у місті, за призначенням \| Автомобілі, зареєстровані у місті, за призначенням \| \| Рік \| 2006 р. \| 2005 р. \| \| -------------------------------------------------- \| -------------------------------------------------- \| -------------------------------------------------- \| \| Приватні автомобілі \| 62,9% \| 63,5% \| \| Мотоцикли \| 8,1% \| 7,7% \| \| Вантажівки \| 23,0% \| 23,2% \| \| Трактори \| 1,4% \| 1,6% \| \| Автобуси та ін. \| 4,6% \| 4,1% \| \| Усього автомобілів \| 3.688 шт. \| 3.459 шт. \| |           |           |
| Автомобілі, зареєстровані у місті, за призначенням |           |           |
| Рік | 2006 р.   | 2005 р.   |
| Приватні автомобілі | 62,9%     | 63,5%     |
| Мотоцикли | 8,1%      | 7,7%      |
| Вантажівки | 23,0%     | 23,2%     |
| Трактори | 1,4%      | 1,6%      |
| Автобуси та ін. | 4,6%      | 4,1%      |
| Усього автомобілів | 3.688 шт. | 3.459 шт. |

## Вживання каталанської мови
У 2001 р. каталанську мову у місті розуміли 96,1% усього населення (у 1996 р. — 98,2%), вміли говорити нею 85,2% (у 1996 р. — 
81,9%), вміли читати 81,9% (у 1996 р. — 74,7%), вміли писати 56,3
% (у 1996 р. — 58,4%). Не розуміли каталанської мови 3,9%.

## Політичні уподобання
У виборах до Парламенту Каталонії у 2006 р. взяло участь 1.817 осіб (у 2003 р. — 1.919 осіб). Голоси за політичні сили розподілилися таким чином:
| \| Вибори до Парламенту Каталонії \| Вибори до Парламенту Каталонії \| Вибори до Парламенту Каталонії \| \| Рік \| 2006 р. \| 2003 р. \| \| -------------------------------------- \| ------------------------------ \| ------------------------------ \| \| Конвергенція та Єднання (CiU) \| 36,4% \| 37% \| \| Соціалістична партія Каталонії (PSC) \| 28,3% \| 28,3% \| \| Народна партія (PP) \| 7,5% \| 8,5% \| \| Ініціатива за зелену Каталонію (IC) \| 5,1% \| 4,3% \| \| Республіканська лівиця Каталонії (ERC) \| 20,1% \| 21,1% \| \| Громадянська партія (C's) \| 0,7% \| 0,0% \| \| Інші \| 1,8% \| 0,7% \| |         |         |
| Вибори до Парламенту Каталонії |         |         |
| Рік | 2006 р. | 2003 р. |
| Конвергенція та Єднання (CiU) | 36,4%   | 37%     |
| Соціалістична партія Каталонії (PSC) | 28,3%   | 28,3%   |
| Народна партія (PP) | 7,5%    | 8,5%    |
| Ініціатива за зелену Каталонію (IC) | 5,1%    | 4,3%    |
| Республіканська лівиця Каталонії (ERC) | 20,1%   | 21,1%   |
| Громадянська партія (C's) | 0,7%    | 0,0%    |
| Інші | 1,8%    | 0,7%    |

У муніципальних виборах у 2007 р. взяло участь 2.011 осіб (у 2003 р. — 2.365 осіб). Голоси за політичні сили розподілилися таким чином:
| \| Муніципальні вибори \| Муніципальні вибори \| Муніципальні вибори \| \| Рік \| 2007 р. \| 2003 р. \| \| -------------------------------------- \| ------------------- \| ------------------- \| \| Конвергенція та Єднання (CiU) \| 16,3% \| 22,6% \| \| Соціалістична партія Каталонії (PSC) \| 72,6% \| 69,6% \| \| Народна партія (PP) \| 0,0% \| 0,0% \| \| Ініціатива за зелену Каталонію (IC) \| 0,0% \| 0,0% \| \| Республіканська лівиця Каталонії (ERC) \| 11,1% \| 7,8% \| \| Громадянська партія (C's) \| 0,0% \| 0,0% \| \| Інші \| 0,0% \| 0,0% \| |         |         |
| Муніципальні вибори |         |         |
| Рік | 2007 р. | 2003 р. |
| Конвергенція та Єднання (CiU) | 16,3%   | 22,6%   |
| Соціалістична партія Каталонії (PSC) | 72,6%   | 69,6%   |
| Народна партія (PP) | 0,0%    | 0,0%    |
| Ініціатива за зелену Каталонію (IC) | 0,0%    | 0,0%    |
| Республіканська лівиця Каталонії (ERC) | 11,1%   | 7,8%    |
| Громадянська партія (C's) | 0,0%    | 0,0%    |
| Інші | 0,0%    | 0,0%    |